# 吴国
吴国，亦称句吴、 工䱷、攻吾等，是约前12世纪－前473年活動于长江下游的诸侯国。据《左传》、《史记》等早期传世文献记载，吴国为姬姓诸侯国，开国之君为周太王长子吴太伯（泰伯），始建都于无锡梅里，周武王克商之后，封仲雍四世孫周章为吴子。春秋晚期，吴国在晋国的扶持下崛起，征服众多东夷小国，成为东南方霸主。前585年，吴子寿梦称王。吴王阖闾、夫差在位时期，吴国到达鼎盛。前482年，越王勾践乘吴王夫差北上会盟之机偷袭吴都，吴国由盛转衰。前473年，越王勾践围攻姑苏，吴王夫差乞援不得，战败自尽，吴国灭亡。吴国以擅长铸造兵器而闻名，其代表兵器吴钩成为锋利的代名词，更被后世赋予精忠报国形象。

## 概論
在春秋時代，吳國與其臨近的越國，兩國風俗、語言相同，同樣被中原諸國視為蠻夷，但吳國與中原的關係較為緊密。由季札出使的記錄，顯示吳國貴族嫺熟於中原傳統文化修養。
吳國自太伯以後的早期歷史不詳，至春秋時代才詳細紀錄入歷史文獻中。关于吴国最早的记载源自《管子·小问篇》，齐桓公与管仲的谈话过程中提到了吴国与邗国之间的一场战争，吴国入侵邗国，邗国以换乳牙作为参军标准，邗国的孩童于是都敲掉乳牙以示成年，尽管邗人奋力捍卫自己的国家，仍然无法避免战败的命运，此后吴国又多次伐邗，邗国最终被吴国吞并。现存吴国最早的含有铭文的青铜器是者减钟，铭文为：「唯正月初吉丁亥，工䱷王皮（然）之子者减自作（谣）钟，子子孙孙，永宝用之」。铭文中的“皮然”，司马贞《索引》引谯周《古史考》作毕轸，即吴王句卑（毕），据此推断吴国称王的时间应早于《史记》等传统史料记载的寿梦，在吳王壽夢時代，晉國為了與楚國爭霸，派巫臣出使吳國，刻意扶植起吳國的勢力。吳國壯大後，開始與中原諸國交通，自稱為王，不臣屬於周王室。楚國與晉國長年爭霸，使國力下降，吳國趁機而起，多次擊敗楚國，使楚國幾近於亡國狀況。在吳王闔閭與夫差時代，吳國勢力甚至進入中原，與晉國爭霸。吳國最終滅亡於臨近的越國之手，退出歷史。

## 国号
在文獻中，吳國國名為句吳、吳。在出土的吴国青铜器铭文多作工䱷、攻吾、攻敔等。后人认为句吳與於越相同，來自相同的當地語言，不是中原雅言。寿梦以前，吴国青铜器铭文中吴王自称“工䱷王”、“攻䱷王”，寿梦之后又称“攻敔王”、“攻吾王”，而此时历史主要由中原人记述，中原人无法发此音，则取发音相近的吴字代替，到阖闾、夫差时期与中原交往日益频繁，铭文上才有了“攻吴王”、“吴王”之称，相当于吴人正式承认了吴这个称号，但仍有大量铭文自称“攻敔王”。

## 祖源
关于吴国公室的史料中，吳國與中原姬姓諸侯有同樣的祖先，是同一個氏族。在吳王壽夢過世時，魯襄公曾將他視同為姬姓諸侯，進入周廟祭祠。魯昭公與吳王室聯姻，娶吳孟子，因同為姬姓，不應通婚，被批評不符合禮法。《史記》記載，吳國以吳泰伯為始祖，後繼者為其二弟仲雍，因此與周王室擁有相同血源。據稱在周武王建立周朝時，仲雍的後代周章被封為吳國國君，其弟虞仲被分封到虞國，被列為諸侯之一。在黃池之會中，吳國與晉國爭霸，吳國強調自己與周王室間的血緣關係，晉國則強調自己是姬姓諸侯國的身份。據《國語》記載。在黃池之會中，為尊重周朝封建秩序，夫差放棄吳王稱號，改稱吳公。周天子称呼吴国君主为“吴伯父”，出土文献上博简《吴命》也有类似记载。吴国称呼陈国先君陈胡公之妻、周武王长女大姬为“先王故姊大姬”。
而做为吳國对手的楚国也认为吴国是周王室的苗裔。
根據《國語》記載，司馬貞認為吳國本來被周朝封為伯爵。班簋銘文中，寫到「吳伯」，學者陳恩林認為這證明了吳國本為周朝伯爵。但另一件靜簋銘文，提到吳奔與呂剛，唐蘭、馬承源、吳鎮烽等人認為，即是指班簋中的「吳伯」與「呂伯」，楊樹達認為是「吳伯」與「呂伯」的後代。
梁啟超曾經提出吳越族的假說，主張吳越人是在炎黃一系的華族之外，獨立發展的族群，後來同化至華族之中。衛聚賢與蒙文通等學者，都認為吳、越是同一個民族。王明珂分析吳太伯奔吳的傳說，認為吳國以吳太伯為祖先，是利用「英雄祖先」的神話來讓自己融入華夏秩序。衛聚賢認為於越又名虞越、吳越。

## 历史

### 泰伯奔吴

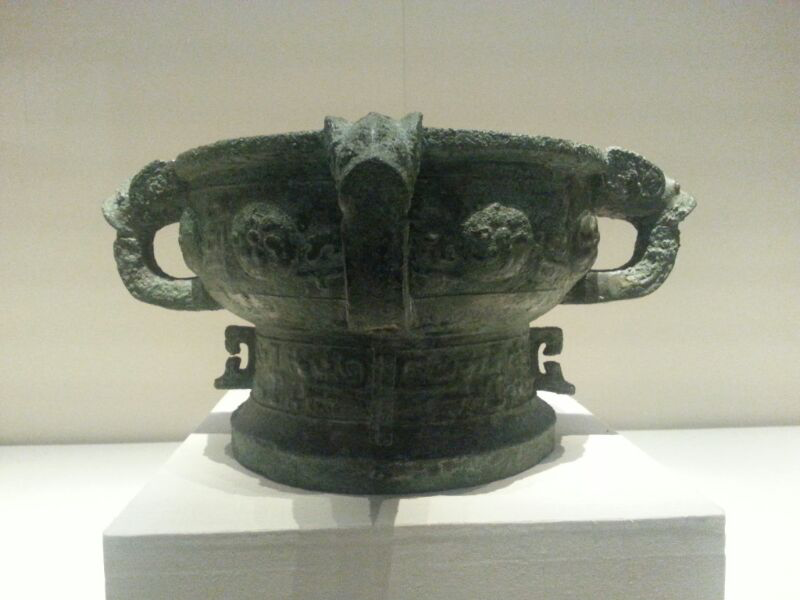
西周宜侯夨簋（铭文记载西周早期周康王改封虞侯夨为宜侯的事迹）

吴国的起源，按《史記·吳太伯世家》记载：“泰伯之奔荆蛮，自号句吴，荆蛮义之，从而归之者千余家，立为吴泰伯”。吴国国君的祖先泰伯是商朝时期的诸侯周太王的长子，因为周太王有意传位给周文王的父亲季历，于是与其弟仲雍借替太王采药之名，毅然出走，来到长江南岸的衡山（《史记索隐》认为“地在楚越之界”，今当涂县附近），后继续东迁到今江苏无锡东南六十里的梅里。此一事迹，为孔子推崇为之德，《论语·泰伯篇第八》有曰：“泰伯，其可谓至德也已矣。三以天下让，民无得而称焉。”当时江南一代还很落后，由于泰伯、仲雍带来了中原地區的先进文化和技术，是为江南开化之始，同時在當地建立了吳國。周武王灭商后，寻求泰伯、仲雍的后代，当时仲雍的曾孙周章已是吴君，因而封周章为吴子，追封泰伯为吴伯，另将周章的弟弟虞仲封在周王朝北面夏朝旧址处，并把他们正式列为诸侯。 
近来有学者考证吴的历史与有虞氏南迁有关，即史书上记载的虞舜“南巡狩”，并根据《楚辞·天问》“舜服厥弟，终然有害；何肆犬体，而厥身不为败？吴获迄古，南岳是指，孰斯去斯，得两男子?” 的记载，认为舜的两子封在吴。这里的南岳，并不是指衡山，而是江淮之间的霍山。

### 寿梦称王
鲁宣公八年（前601年），楚国东部的众舒（东夷部族）发动叛乱，楚庄王东伐舒蓼，在滑汭之地，与吴越两国君主举行会盟。周定王二十一年（前586年），吴子去齐卒，其子乘即位，是为吴王寿梦。寿梦即位后吴国开始变得强大，寿梦于是自立为吴王，并开始与其他诸侯国争雄，但其发展一直受到当时南方强国楚国的压制。吴王寿梦二年春（前584年），吴国北伐郯国，鲁国正卿季文子感叹道：“中原诸国不振兴军队，蛮夷因此入侵”。同年，与楚国争霸中原的另一强国晋国派巫臣前往吴国教授吴人射箭之术、驾驶战车和排兵布阵，使得吴国在军事上崛起，并向吴王寿梦献上连晋制楚的策略，寿梦予以采纳。于是吴国开始进攻楚国及其附庸徐、巢、州来等国。并取得原属于楚国的大片土地及属国。寿梦十年（前576年），与鲁成公会盟于钟离。十六年（前570年），楚共王派公子重伐吴，攻克鸠兹，到达横山。公子重派邓廖率“组甲”三百人、“被练”三千人继续深入吴地，被吴军拦腰截击，邓廖被俘，楚军仅存“组甲”八十人、“被练”三百人，公子重被迫撤军。三日之后，吴军反攻，占领楚国驾邑，楚人因此责备公子重，不久公子重就因为心疾发作而死。六月，晋国在鸡泽主持诸侯会盟，晋悼公派荀会到淮水边迎接寿梦，寿梦没有参与会盟。十八年（前568年），吴王寿梦派寿越出使晋国，向晋悼公解释没有参与鸡泽会盟的原因，表示吴国愿意听从晋国号令与诸侯交好。二十三年春（前563年），与鲁襄公会盟于柤。二十六年（前561年），吴王寿梦卒。

### 吴楚争霸
吴王寿梦有四子，长子诸樊，次子馀祭，次子馀眛，少子季札。季札博闻贤达，寿梦欲立少子季札，季札推辞不受，于是立长子诸樊，并告诫他一定要采用兄终弟及的传位方式，以保证王位能传给季札。寿梦卒，子诸樊立，是为吴王诸樊。吴王诸樊元年（前560年）春，楚共王卒，吴国乘楚国国丧出兵攻楚，楚国大夫养由基领兵拒敌，子庚率军跟随他。吴军乘丧伐楚，以为楚国不会出兵，因此麻痹大意，在庸浦被楚军击败，吴国公子党被俘。吴王诸樊将战败的情况汇报给晋国，晋国大夫范宣子说吴国乘丧伐楚不义，吴国于是退兵。同年秋，楚国发兵复仇，楚国子囊统帅棠邑的军队进攻吴国，吴军据守不出，楚军撤退回国，子囊殿后，子囊认为吴军无能而不加戒备。吴军从皋舟的险道上截击楚军，楚军首尾不能相顾，吴军击败楚军，俘虏楚国公子宜谷。十二年（前549年）夏，楚康王帅水师伐吴国，无功而返。
十三年（前548年），吴王诸樊卒，弟馀祭立，是为吴王馀祭。馀祭封季札于延陵，号延陵季子。吴王馀祭三年（前545年），齐相庆封获罪，投奔吴国，吴王封庆封于朱方，作为其采邑，并把自己的女儿嫁给他。四年（前544年），吴王派季札出使中原各国。十年（前538年），楚灵王率诸侯联军攻吴，夺取吴国朱方，杀死庆封。吴国亦发兵反击，攻取楚国三座城邑。十一年（前537年），楚伐吴，到达雩娄。十二年（前536年），楚复攻吴，驻军于乾溪，最后兵败撤退。
十七年（前531年），吴王馀祭卒，弟馀眛立，是为吴王馀眛。吴王馀眛二年（前529年），楚国公子弃疾发动叛乱，自立为楚王，是为楚平王，吴王馀眛趁机攻灭州来。四年（前527年），吴王馀眛卒，季札避不受位，于是公子僚继承王位，是为吴王僚。
吴王僚二年（前525年）冬，吴王僚派公子光伐楚，楚平王派令尹阳匄、司马子鱼出兵迎敌，战于长岸，吴军大败。吴国战船“余皇”被楚军虏去，“余皇”是吴国先王的坐船，公子光很害怕，于是召集溃散的士卒说：“丢掉先王的坐船，难道只是我一人的罪过?你们也难逃罪责，我请求借助诸位的力量夺回来，或许可以免除一死。”于是乘夜潜入楚营，夺回“余皇”。三年（前524年），楚国夺取州来，并在此筑城以挑衅吴国。四年（前523年），费无极诬告伍奢勾结太子建谋反，楚平王听信谗言，将伍奢灭族，唯其幼子伍员得以幸免。伍员即伍子胥，伍子胥逃到吴国，向吴王僚进言伐楚之利，公子光说：“此人因为被灭族而欲复仇，大王不可听信。”伍子胥认为公子光有大志，于是求得勇士专诸，献于光，公子光十分高兴，把伍子胥收为门客。八年（前519年），吴国在鸡父之战中大败楚国等七国联军。九年（前518年），吴楚两国边境两采桑女发生争执，两个女子的家人一怒之下相互攻杀，两国边邑长得知后，相互攻打，吴国边邑被灭。吴王僚闻后大怒，派公子光伐楚，夺取楚国居巢、钟离而还。

### 阖闾称霸

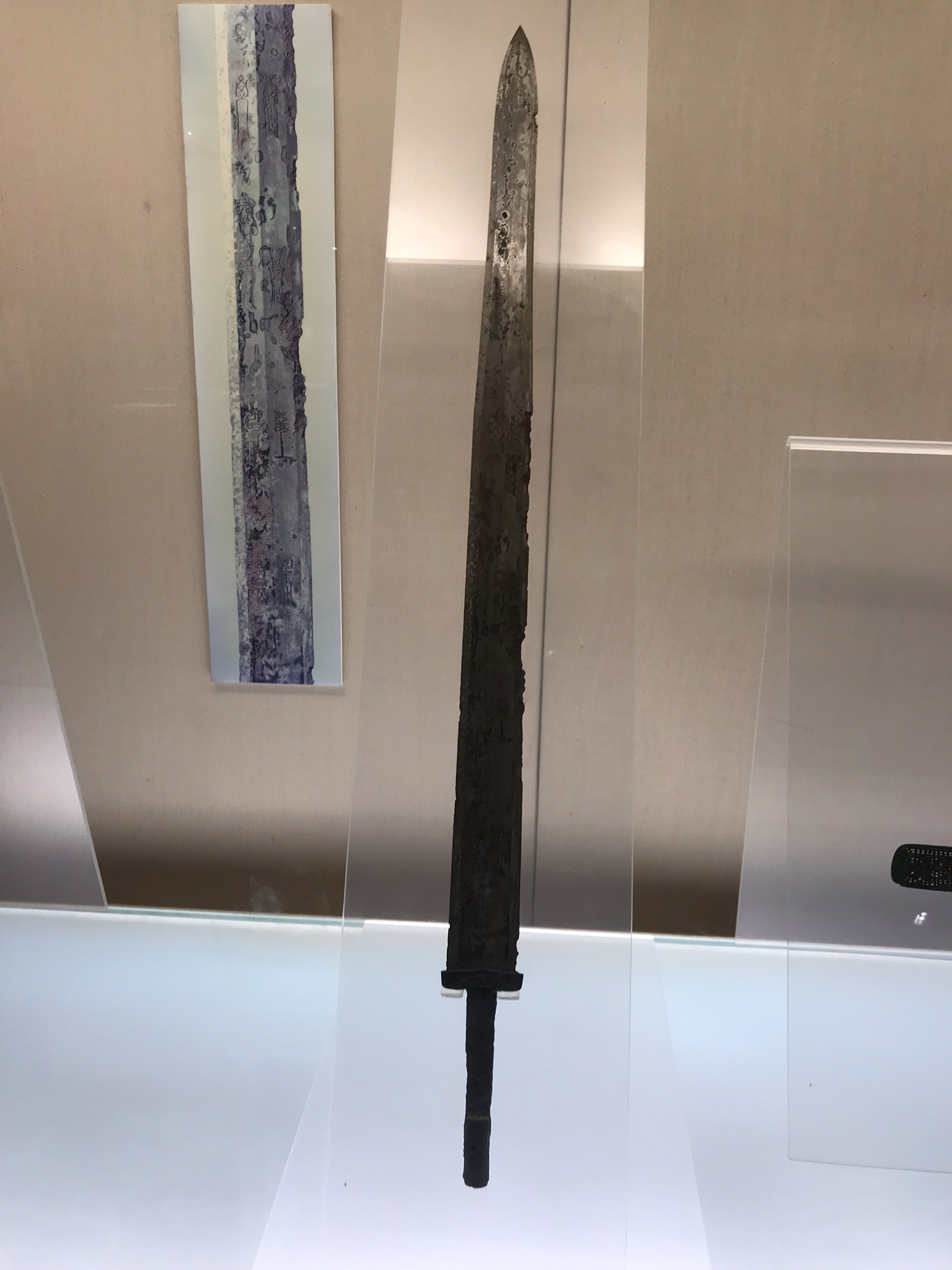
吴王光剑（上海博物馆藏）铭文为：攻吾王光，自作用剑，以战庶人

吴国在吴王阖闾时达到极盛，有说法称其为春秋五霸之一。阖闾将都城从无锡梅里南迁，按伍子胥之“相土尝水，象天法地”规划，建造阖闾都城，或在今苏州市境，又任用孙武为将，先后数次击败楚、越两国。前506年，吴军于柏举之战后攻破楚国都城郢，逼得楚昭王出奔至随地，吴国几乎灭掉强大的楚国。但此时越国趁机进攻吴国后方，楚臣申包胥又借得秦国的援军击败吴军，吴军只得撤退而楚国也得以复国。

### 夫差亡国

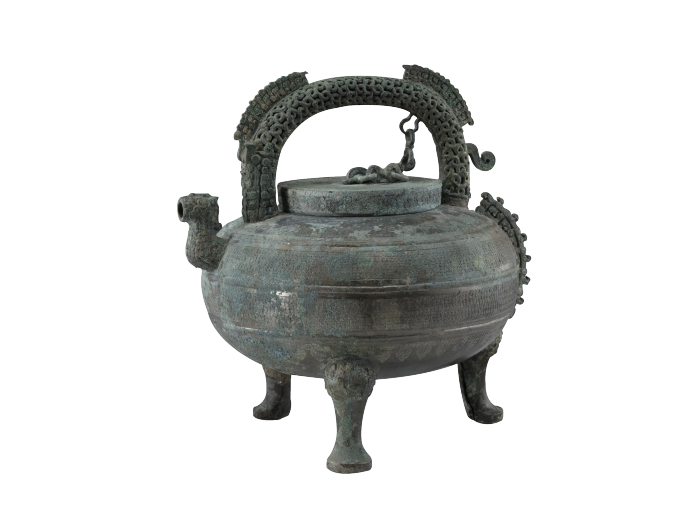
吴王夫差盉（上海博物馆藏）

阖闾死后，太子夫差继承王位，是为吴王夫差。吴王夫差元年（前495年），任命大夫伯嚭为太宰。吴王夫差一心想要雪父之耻，于是学习兵法箭术。二年（前494年），吴王夫差派精兵讨伐越国，大败越军于夫椒（今江苏省苏州市西南太湖中），越王勾践仅剩五千士卒遁于会稽山，命大夫文种贿赂吴国太宰伯嚭，伯嚭对吴王说，越王勾践愿举国为奴以求吴王存越，夫差答应勾践。伍子胥以夏朝太康失国的例子请求杀死勾践以绝后患，吴王夫差不听。七年（前489年），吴王夫差听说齐景公死后大臣争宠，新君年幼，于是打算派兵北伐齐国。伍子胥谏曰：“勾践饮食节俭，衣着朴素，慰问士卒，此人不死，必为吴患，如今越国是心腹之患大王却不先考虑，却想要谋取齐国，不是很荒谬吗？”吴王不听，于是率军北伐齐国，大败齐军于艾陵。八年（前488年），吴王夫差与鲁哀公会盟于鄫国，吴王坚持要求鲁国用百牢之礼接待自己，季康子用周礼来劝说伯嚭，吴王才作罢，此后吴王夫差又多次出兵北伐，将吴国疆域扩张到齐鲁的南边。十一年（前485年），越王勾践带着群臣去朝拜吴王，献上厚礼，夫差大喜，伍子胥却十分担忧，于是告诫吴王趁机处死勾践，否则吴国将亡。吴王不听，伍子胥认为夫差无可救药，伍子胥暗中把自己的儿子送往齐国，夫差大怒，将伍子胥赐死。疆域但最终不顾伍子胥的反对与越国议和，后来又释放勾践回国。之后夫差连年征战，在北边与齐国和晋国争霸成功后，被励精图治多年的勾践趁虚而入。十四年（前482年），吴王夫差与诸侯会盟于黄池，越王勾践抓住机会发兵五千偷袭吴都姑苏，杀死吴国太子友，远在黄池的夫差为防消息泄露一连斩杀七名信使。七月，吴王夫差与晋定公因为盟主之位而争执不下，晋国元帅赵鞅扬言要与吴军一较高下，夫差被迫同意晋定公的霸主地位，然后率军匆匆回国。前473年，与越交战失败，夫差自杀，吴国灭亡。

## 文化習俗
由《左傳》記載，吳國土著使用的語言與中原諸國不同。《穀梁傳》也有類似記錄。吳國與越國之間，沒有語言不通的記載，可能使用同一種語言，即古越語。吳國貴族精熟於使用中原雅言，通曉中原文化。《春秋》中稱吳國國君為吳子，在文化上視其為蠻夷，只能稱子。衛出公曾學習說吳語，被《左傳》批評。《公羊傳》與《穀梁傳》也在文化上將吳國視為夷狄。學者董珊分析出土的吳國青銅器，作者姓名的漢字寫法各異，其中還常加入一些無意義的漢字作前綴或中綴，認為漢字是被當成記音符號來使用。《史記》記載的吳國王室世系，除最早三位太伯、仲雍與季簡是以周人的姓名記錄，此外先祖名號，都是音译。越王的名稱也有相同的現象。董珊認為，這代表吳、越與中原的語言不同，為不同語系，但在春秋晚期，學習到漢字，因此以漢字為記音符號，隨後逐步融入漢字文化圈。
不同于中原的束发带冠，古代吴越之地有断发纹身的习俗，这也是吴人被中原人视为蛮夷的重要原因。

## 地理
《汉书·地理志》：“梅里上有吴国，周武王封太伯之后于此，是为虞公，即周章之弟虞仲，盖仲雍之曾孙也。”今天考古的发现勾吴的大城可能在常州、无锡一带。
考古学上，吴国存国期间的各种物质文化遗存的主要形式有台形遗址、土墩墓、城址等，主要分布于江苏省宁镇地区、皖南丘陵和太湖地区西部，春秋时期向西延伸至滁河下游一带，其范围已经超过其重要源头湖熟文化的分布范围。 据此，吴国国境经过多次调整，早期的主要范围在今天江苏省中南部的南京、扬州一带。到后期吴王阖闾时代，中心扩展到苏州一带。
南京大学史学专家张学锋教授认为吴都“姑苏”并非现今的苏州。在《吴国历史的再思考》一文中，他认为“从考古发掘来看，今天苏州市区能够确认最早的遗存在战国中期以后，应与吴、越都城姑苏关系不大。苏州市区是战国时期楚灭越以后逐渐形成的城市，秦汉以后成为太湖东岸甚至江南地区的最重要城市，因此，市区与吴、越都城有关的传说如泰伯庙、锦帆路、胥门、伍子胥祠，甚至虎丘的吴王阖闾墓传说等等，都是秦汉以后人的附会。”
吴王夫差于公元前486年～前484年开凿的邗沟，南起今扬州近郊的邗城之下的长江，北经樊梁湖（今高邮附近）折向东北，入射阳湖，再向西北经淮安入淮河。得以使吴国的水军北上和齐国、晋国争霸。东汉以后，逐渐显示出了它的经济价值。后来隋代开凿大运河，就部分利用了这条水道。

## 军事
吴国的兵器制造技术享誉一时，屈原的《国殇》中即有“操吴戈兮披犀甲”之语，吴国拥有高超的铸剑技术，干将、莫邪是当时吴国著名的冶金专家，制作的剑代表了当时兵器冶金的最高水平。《战国策•赵策三》评价到“夫吴干之剑，肉试则断牛马，金试则截盘匜。”现今留世的吴王诸樊剑、吴王光剑、吴王夫差剑，锋锷犀利，装饰精美，千年不朽。检测证明兵器的表面有一层十微米的铬盐氧化物。
吴国不仅有陆军，而且建立了一支编组的强大水军，其主要战舰长达十丈，每舰战车达百人之多。公元前485年，吴国水师从海上进攻齐国，双方在琅琊（山东青岛附近海域）爆发海战，齐人奋起反击，吴国水师战败，这是中国历史记载的第一次海战。
吴国的军事家孙武及其著作《孙子兵法》，对中国的影响持续了几千年，直到今天。
吴国的都城是由伍子胥督造的水陆双棋盘格局的姑苏城，2500多年来原貌仍存。　

## 邦交
春秋晚期以前，吴国与中原诸侯鲜有交往。公元前545年，吴王派公子季札出使鲁国，鲁公请季札观赏周乐。当乐工演奏《周南》、《召南》时，季札说：“美啊，（周王朝）王业根基已经奠定，但还未成功。曲中有辛劳但无怨言的情绪。”接着乐工又演奏《邶风》、《鄘风》和《卫风》（邶、鄘、卫是周武王克商之后对殷商王畿的划分），季札说：“美啊，多么深沉，忧愁但又不困顿，我听说卫康叔、武公的德行就是如此，这是《卫风》吗？”

## 君主列表
| 國君之名 | 备注        |
| -------- | ----------- |
| 太伯     |             |
| 仲雍     | 太伯之弟    |
| 季簡     |             |
| 叔達     |             |
| 周章     | 始封        |
| 熊遂     |             |
| 柯相     |             |
| 彊鳩夷   |             |
| 餘橋疑吾 |             |
| 柯盧     |             |
| 周繇     |             |
| 屈羽     |             |
| 夷吾     |             |
| 禽處     |             |
| 轉       |             |
| 頗高     |             |
| 句卑     |             |
| 去齊     | ？－前586年 |

以下是春秋後期历史上知名的吴国国君：（从寿梦元年（前586）起吴国才有准确的纪年。）
| 稱號     | 國君之名 | 在位年份         | 在位年數 |
| -------- | -------- | ---------------- | -------- |
| 吳王壽夢 | 乘       | 前585年－前561年 | 25年     |
| 吳王諸樊 | 遏       | 前560年－前548年 | 13年     |
| 吳王餘祭 | 餘祭     | 前547年－前544年 | 4年      |
| 吳王餘眛 | 餘眛     | 前543年－前527年 | 17年     |
| 吳王僚   | 僚       | 前526年－前515年 | 12年     |
| 吳王阖闾 | 光       | 前514年－前496年 | 19年     |
| 吳王夫概 | 夫概     | 前505年          | 不到1年  |
| 吳王夫差 | 夫差     | 前495年－前473年 | 23年     |

注：餘祭年數、餘眛年數，皆從《春秋》的记载，按照楊伯峻《春秋左傳注》作了修正。而不从《吴越春秋》和《史记·吴太伯世家》的记载。

## 其他人物
公子
- 延陵季子季札，壽夢少子
- 蹶由，壽夢子
- 燭庸，吳王僚弟
- 掩餘，《史記》稱蓋餘，吳王僚弟
- 慶忌，吳王僚子
- 夫槩王，闔閭弟
- 終纍，闔閭子
- 子山，闔閭子
- 太子友，夫差子
- 王子地，夫差子
- 王子姑曹，夫差子

诸臣
- 伍員，字子胥，本楚人
- 孙武，字長卿，本齊人
- 伯嚭，字子餘，本楚人
- 叔孫輒，字子張，本魯人
- 公山不狃，字子泄，本魯人
- 慶封，本齊人
- 狐庸，本晉人
- 鱄設諸（专诸）
- 胥門巢
- 壽越
- 公子黨
- 公子苦雂
- 偃州員
- 泄庸
- 王犯
- 徐承
- 展如
- 王孫彌庸
- 行人且姚
- 壽於姚
- 申叔儀
- 少司馬茲（《國語·吳語》）

女性
- 季子，宋景公之妹，吴太子夫差夫人

## 备注
1. ↑  公子僚《公羊传》、《世本》作吴王寿梦之子，《史记》作吴王馀眛之子，现代学者根据出土吴国青铜器虘巢编钟断定公子僚应为寿梦之子。
2. ↑  现代考古对阖闾城具体所在，有三种说法，一是在无锡和常州交界的阖闾城遗址，二是苏州城，三是苏州市境的木渎古城遗址。

## 延伸阅读
[在维基数据编辑]
 《史記/卷031》，出自司馬遷《史記》